# Oldsmobile Omega
La Omega è un'autovettura prodotta dalla Oldsmobile dal 1973 al 1984 in tre serie.

## Il contesto
La Omega era una vettura compact il cui nome derivava dall'ultima lettera dell'alfabeto greco. Ci furono due generazioni di Omega (la prima suddivisa in due serie), che si differenziavano per la trazione e per la vettura General Motors con cui erano relazionate tramite badge engineering:
- 1973–1979 - trazione posteriore, in relazione con la Chevrolet Nova;
- 1980–1984 - trazione anteriore, in relazione con la Chevrolet Citation.

Per le vetture le Chevrolet citate coincidevano anche gli anni di produzione. Altri modelli che erano associati alla Omega furono, ad esempio, anche la Buick Apollo e la Pontiac Ventura. Tutti questi marchi, compresa l'Oldsmobile, appartenevano al gruppo General Motors.
Per tutte le serie fu utilizzato il pianale X della General Motors, ed il motore venne montato anteriormente.
In totale furono costruiti, dal 1973 al 1984, circa 800.000 esemplari, di cui circa 335.000 delle prime due serie e circa 465.000 della terza.

## La prima serie
La Omega fu uno dei tre modelli “cloni” (cioè oggetto di badge engineering), basati sul pianale X, che la General Motors lanciò nel 1973. Gli altri due furono la Buick Apollo e la Chevrolet Nova. L'altra vettura del gruppo General Motors che aveva moltissime caratteristiche comuni con la Omega fu la Pontiac Ventura, introdotta però nel 1971. Con la Nova, la Omega condivideva il corpo vettura e molte caratteristiche meccaniche, anche se possedeva una calandra e dei gruppi ottici posteriori peculiari. Essendo però una Oldsmobile, la Omega aveva un allestimento più vivace. Dalla Nova derivava anche il cruscotto, ma la Oldsmobile aggiunse in quest'ultimo degli inserti in radica di legno per ottenere un tono di più alto livello.
Il frontale sfoggiava una calandra con una griglia a cascata divisa in due dallo spazio destinato al logo della Casa, dei fanali rotondi installati in alloggiamenti quadrati e indicatori di direzione posizionati appena sotto, sul paraurti. I corpi vettura offerti erano corrispondenti a quelli della Chevrolet Nova, cioè due porte coupé, tre porte hatchback e quattro porte berlina.
Il motore montato di serie era un sei cilindri in linea da 4,1 L di cilindrata e 101 CV di potenza, prodotto dalla Chevrolet ed equipaggiato con una trasmissione manuale a tre rapporti. Per il cambio, erano vendute come optional delle trasmissioni manuali a quattro velocità, oppure automatiche a due o tre rapporti. Invece l'unico motore disponibile come optional era un V8 Rocket da 5,7 L e 183 CV, che era associato ad una trasmissione manuale a quattro rapporti montata di serie oppure ad un cambio automatico opzionale a tre velocità. I modelli con motore V8, che nel codice di identificazione del modello portavano la K come ottavo carattere, ebbero in dotazione un carburatore a quadruplo corpo Rochester. Tutti gli altri V8 avevano installato un carburatore a doppio corpo.
I livelli di allestimento erano due, base e Brougham, con quest'ultimo che era di livello superiore. Gli aggiornamenti per il 1974 non furono molti, fatta eccezione per il cambio automatico Powerglide a 2 rapporti sostituito dal cambio Turbo Hydramatic 350, le luci di posizione spostate verso l'interno della calandra anziché in corrispondenza dei gruppi ottici ed un nuovo paraurti posteriore in grado di soddisfare le nuove direttive federali sulla sicurezza in seguito ad impatti a 5 miglia orarie.

## La seconda serie
La Omega fu totalmente rinnovata nel 1975. Il modello era al top della gamma delle vetture montate sul pianale X della General Motors, insieme alla Buick Apollo ed alla Buick Skylark, oltre che alla Pontiac Ventura, quest'ultima sostituita nel 1977 dalla Pontiac Phoenix. Esse possedevano un allestimento più lussuoso, un isolamento acustico più consistente, barre antirollio nel retrotreno ed altri equipaggiamenti che non si trovavano sulla Chevrolet Nova.
Per gli esemplari prodotti dal 1975 al 1976, il motore più grande disponibile fu un V8 da 5,7 L di cilindrata e 183 CV di potenza della Buick (divisione della General Motors insieme alla Oldsmobile). Il propulsore offerto invece di serie era un sei cilindri in linea da 4,1 L e 101 CV della Chevrolet. Nel 1977 quest'ultimo fu sostituito dal più leggero V6 Buick da 3,8 L e 106 CV. Dal 1976 al 1977 fu disponibile, tra gli optional, un motore da 4,3 L e 112 CV sostituito, dal 1977 al 1979, da un propulsore da 5 L e 132 CV.
Da un anno a quell'altro i cambiamenti furono limitati, concentrati comunque solo sul frontale (in particolar modo sulla calandra) e sulle luci posteriori, con il cambio del numero di lampadine installate.

## La terza serie
Dal 1980 tutti i modelli General Motors che erano montati sul pianale X diventarono a trazione anteriore. La scelta tra i motori era limitata al quattro cilindri in linea Pontiac da 2,5 L di cilindrata, conosciuto come Iron Duke, ed al propulsore V6 a 60º tipo LE2 da 2,8 L della General Motors, specificatamente progettato per questo pianale.
Diversamente dalla Chevrolet Citation, cioè dalla vettura a cui il modello era collegato, la Omega era offerta in due versioni, berlina quattro porte e coupé due porte. Rispetto alla Citation la Omega aveva anche uno stile più squadrato ed una calandra peculiare che era divisa in due parti.
A parte le versioni base e Brougham, che furono prodotte in tutti i cinque gli anni, furono anche commercializzati degli allestimenti sportivi. Questi erano l'allestimento SX per la versione coupé (sostituita dalla ES nel 1982), l'allestimento ES per la berlina ed il pionieristico SportOmega. Quest'ultimo possedeva parafanghi in plastica, vistose ed aggressive decorazioni adesive rosso-arancio, verniciatura bicolore bianco-grigia ed una griglia frontale spiovente, condivisa con i gli allestimenti SX ed ES.
All'inizio del 1982, il motore Chevrolet V6 da 2,8 L e 130 CV divenne disponibile anche per l'allestimento ES.
La Omega, insieme agli altri modelli costruiti sul pianale X della General Motors (la Chevrolet Citation, la Pontiac Phoenix e la Buick Skylark), si dimostrò presto soggetta a problemi di vario tipo, necessitando così di un enorme numero di richiami per assistenza gratuita. I problemi occorsi, per esempio, erano ai freni, alle sospensioni ed alla tenuta dei circuiti idraulici, che causarono perdite di fluidi.
Nel 1981 la Omega fu l'autovettura più venduta tra le quattro che erano costruite sul pianale X della General Motors, con 147.918 esemplari (nel 1980 furono invece 134.323). Negli anni successivi ci fu un drastico calo delle vendite, con 77.469 esemplari nel 1982, 53.926 nel 1983 e 52.986 nel 1984.
Nel 1985 la Omega fu sostituita dalla Calais, che si basava invece sulla piattaforma N della General Motors.